# Győzelemről énekeljen
A Győzelemről énekeljen az 1938-ban Budapesten tartott 34. Eucharisztikus világkongresszus himnusza. Dallamát Koudela Géza, szövegét Bangha Béla írta. Népénekké vált: a Szent vagy, Uram! című katolikus énekeskönyv 280/B számú éneke.
Feldolgozás:
| Szerző       | Mire              | Mű               |
| ------------ | ----------------- | ---------------- |
| Bárdos Lajos | vegyeskar, orgona | Musica Sacra I/3 |

## Kotta és dallam
| Győzelemről énekeljen napkelet és napnyugat, millió szív összecsengjen, magasztalja az Urat, Krisztus újra földre szállott, vándorlásunk társa lett, mert szerette a világot, kenyérszínbe rejtezett. Krisztus kenyér s bor színében úr s király a föld felett, forrassz eggyé békességben minden népet s nemzetet. | Egykor értünk testet öltött, kisgyermekként jött közénk, A keresztfán vére ömlött váltságunknak béreként. Most az oltár Golgotáján újra itt a drága vér, Áldozat az Isten-Bárány, Krisztus teste a kenyér. Krisztus kenyér s bor színében… |
| Zúgjon hát a hálaének, szálljon völgyön, tengeren, A szeretet Istenének dicsőség és üdv legyen. Az egész föld legyen oltár, virág rajta a szívünk, Minden dalunk zengő zsoltár, tömjénillat a hitünk. Krisztus kenyér s bor színében…                                                                               | István király árva népe, te is hajtsd meg homlokod, Borulj térdre, szórd elébe minden gondod, bánatod! A kereszt volt ezer éven reménységed oszlopa, Most is Krisztus jele légyen jobb jövődnek záloga. Krisztus kenyér s bor színében…    |

## Felvételek
- Győzelemről énekeljen. YouTube (2010. május 17.)  (Hozzáférés: 2016. április 7.) (audió)
- Kondela G,Bangha B _ Győzelemről. Kecskés Sándor  YouTube (2009. május 13.)  (Hozzáférés: 2016. április 7.) (audió)
- Missae primitialis copus Győzelemről énekeljen. YouTube (2013. június 16.)  (Hozzáférés: 2017. január 7.) (videó)
- Győzelemről énekeljen. YouTube. Gyulafirátót (2014. november 24.)  (Hozzáférés: 2017. január 7.) (videó)